# 狄尔斯烃
Diels烃，学名3'-甲基-1,2-环戊烯并菲，一种固体（常温下），分子式C18H16，熔点123～125°C。在甾体化学的早期发展中有很重要的作用。1927年狄尔斯发现，所有的甾族化合物用硒在360°C处理时，都会脱氢生成狄尔斯烃。后经合成证实了狄尔斯烃的稠合四环结构，从而表明甾族化合物的结构特点是含有1,2-环戊烯并全氢菲的甾核。

## 合成
它可由2-乙酰基-9,10-二氢菲经列福尔马茨基反应、脱水、H/Pd还原、酯水解，再由得到的中间体β-(9,10-二氢-2-菲)丁酸还原、芳化后制得。